# Lathyrus ledebourii
Lathyrus ledebourii là một loài thực vật có hoa trong họ Đậu. Loài này được Trautv. miêu tả khoa học đầu tiên.